# 韩山明
特奥多尔·汉贝里（瑞典語：Theodor Hamberg，1819年3月25日—1854年5月13日），汉名韓山明，又译韓山文，是一位活跃于中国的瑞典传教士，以对早期太平天国的重要记载和在广东省建立基督教差会而著称。他还创立了西方研究客家语的基础。他是瑞典化学家尼尔斯·彼得·汉贝里（Nils Peter Hamberg）的弟弟。1854年，韩山明在英屬香港去世。

## 早年
韓山明是船长的儿子，从学校毕业后成为一名商人。1844年，他放弃了生意，加入巴色会，此后2年进入瑞士的一所传教学校接受训练，

## 在华传教工作
1846年，韩山明被派往中国，次年3月19日抵达，开始在广东差会工作，负责向客家人传教。他还编写了第一部客家语记录草案，为紀多納的客家语词典奠定了基础。最初，韩山明协助著名德国传教士郭士立传教，但是逐渐地，韩山明对郭士立大群皈依的策略产生了怀疑，采取较为谨慎的做法，因而与郭士立和巴色会之间产生了冲突。郭士立去世后，韩山明得到了表白，并继续为巴色会工作。

## 韩山明与太平天国
1852年，韩山明遇见逃到香港的洪秀全的族弟洪仁玕。洪仁玕向韩山明提供了有关太平天国的重要信息，这些信息成了后来韩山明关于太平天国的著作的基础。这本书是第一部用西方语言描写太平天国的著作，现在仍然是关于洪秀全早年生活的重要文献。

## 著作
- Report regarding the Chinese Union at Hongkong. Hongkong: Printed at the Hongkong Register Office, 1851.
- The visions of Hung-Siu-tshuen, and origin of the Kwang-si insurrection. Hongkong: The China mail office, 1854.